# Tombe à couloir cruciforme
 (avril 2021).
Si vous disposez d'ouvrages ou d'articles de référence ou si vous connaissez des sites web de qualité traitant du thème abordé ici, merci de compléter l'article en donnant les références utiles à sa vérifiabilité et en les liant à la section « Notes et références ».

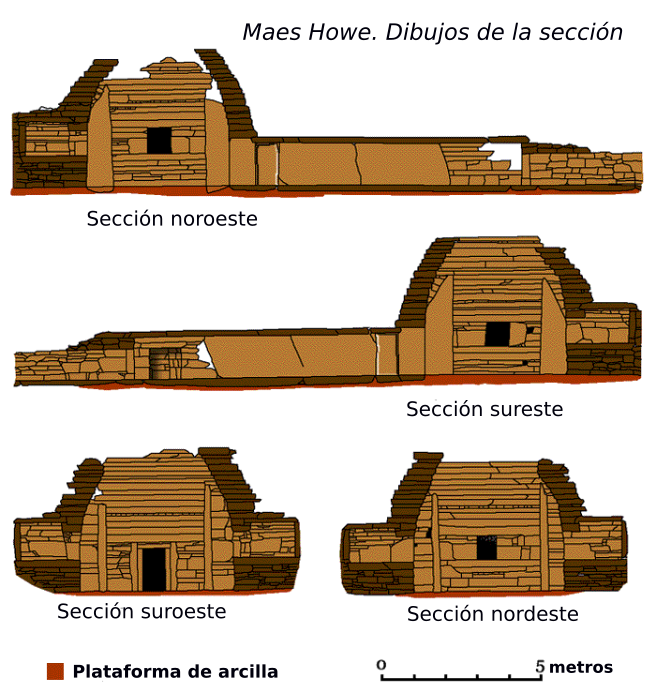
Croquis représentant la tombe à couloir cruciforme Maeshowe (2750 av. J.-C.).

La tombe à couloir cruciforme est une variante de dolmen, que l'on trouve en Irlande, dans l'ouest du Pays de Galles et dans les Orcades. Ces tombes furent construites au Néolithique final, à partir d'environ 3500 av. J.-C.

## Description
Les tombes à couloir cruciforme se distinguent par un long couloir qui conduit à une chambre centrale au plafond à encorbellement. Depuis cette salle s'étendent dans trois directions des chambres sépulcrales, donnant vu du dessus la forme d'une croix. Certains exemplaires possèdent des sous-chambres partant des trois chambres principales. L'ensemble est coiffé d'un cairn et recouvert d'un parement en pierres sèches, appelé péristalithe.
Un trait commun à ce type de tombe est la gravure des pierres des murs et du toit des chambres. Les motifs abstraits sont les plus nombreux, en particulier les spirales et les zigzags.

## Exemples
Des exemples connus sont Newgrange en Irlande, Maeshowe dans les Orcades, et Barclodiad y Gawres (en) à Anglesey (Pays de Galles).